# Camperol
|  | Si cerqueu altres usos, vegeu Pagès. |

El camperol o camper (Agaricus campestris, del llatí campester, perquè creix al camp) és el rubiol més representatiu del grup dels camperols.

## Morfologia
És un bolet de petit a mitjà, de barret hemisfèric de jove, convex i aplanat en madurar; de color blanc a lleugerament rosa; superfície generalment fibril·losa a molt lleument esquamosa; marge excedent, apendiculat.
Làmines lliures, en el jove de color rosa, en madurar bru vermellós fosc.
Cama curta, de fins a 5 cm de longitud, de cilíndrica a lleugerament aprimada cap al peu, sense cordó micelià; blanca, rosada per damunt de l'anell; llisa o molt finament flocosa per sota de l'anell; anell súper, blanc, estret, fràgil, fibril·lós, evanescent.
Carn pàl·lida, de vegades pot ser lleugerament rosa a la part alta de la cama; immutable; olor lleugerament acidulosa.

## Hàbitat
Prats de pastura, terrenys adobats i marges de camins. A l'estiu i a la tardor, quan no fa fred.

## Confusió amb altres espècies
Se li assembla el terrerol sorralenc (Agaricus devoniensis), però és menor, menys carnós i té l'anell ínfer. El camperol camallarg (Agaricus altipes) acostuma a presentar una cama més llarga i és de fructificació més tardana. El camperol de cama flocosa (Agaricus moellerianus) té la superfície del barret que grogueja al frec, la cama flocosa i la carn té olor d'ametlles.
Atenció amb la bola de neu pudent (Agaricus xanthodermus), que se li assembla molt i no és recomanable per al consum, ja que pot provocar forts trastorns gastrointestinals en persones sensibles. Tots dos bolets són blancs i les làmines passen per la mateixa evolució de colors: pàl·lides, roses, torrades i negres. Es poden diferenciar per l'olor: de iode o tinta la bola de neu pudent, mentre que agradable la del camperol. Quan es freguen també són diferents: el camperol, o bé no canvia de color o bé pot arribar a agafar un to groc pàl·lid; mentre que la bola de neu pudent es taca de color groc sofre i de seguida passa a un to bru.

## Gastronomia
Comestible, excel·lent.